# Narcos (film)
Pour plus de détails, voir Fiche technique et Distribution.
Narcos est un drame hispano-italien réalisé par Giuseppe Ferrara et sorti en 1992.

## Synopsis
Basé sur une histoire vraie, le film se déroule dans la Colombie de la fin des années 1980, où un certain nombre de jeunes garçons sont impliqués dans des trafics, tuant sur commande tous ceux qui dérangent les chefs mafieux du cartel de Medellín, qui les forment au meurtre par l'intermédiaire d'instructeurs militaires étrangers dans de véritables « écoles ». Jésus, Diego et Miguel, trois de ces garçons, sont devenus gênants parce qu'ils en savent trop et leurs « supérieurs » décident de les écarter. Ils décident alors de raconter tout ce qu'ils savent au juge Ramirez, mais le Cartel finira par les faire disparaître dans la nature.

## Fiche technique
- Titre italien : Narcos[1]
- Réalisateur : Giuseppe Ferrara
- Scénario : Armenia Balducci, Giuseppe Ferrara
- Photographie : Stefano Moser
- Montage : Adriano Tagliavia
- Musique : Andrea Guerra (it)
- Décors : José María Tapiador
- Production : Maurizio Mattei, Maurizio Tedesco, Massimo Vigliar
- Société de production : Cine 2000
- Pays de production :  Italie -  Espagne
- Langue originale : italien
- Format : Couleur
- Durée : 106 minutes
- Genre : Drame et film de gangsters
- Dates de sortie :
  - Italie : 8 mai 1992 (Milan)

## Distribution
- Juan José Pinero : Jésus
- José Maldonado :  Miguel
- Cristobal Cornes : Diego
- Adriana Sforza : Mercedes
- Aldo Sambrell : Il Boss
- Luis Castillo : El Crucero